# Style baroque élisabethain

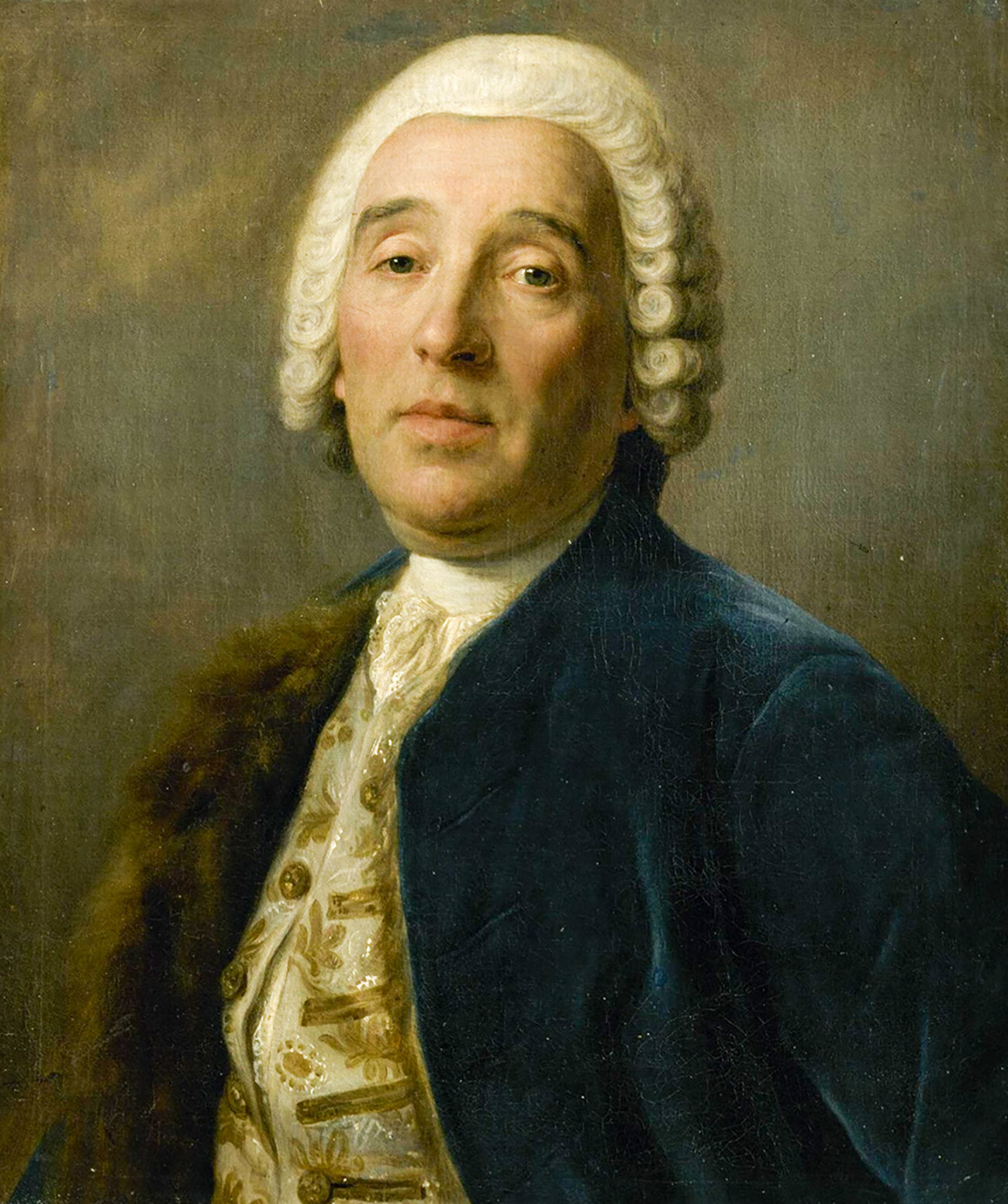
Bartolomeo Rastrelli.

Le baroque élisabéthain (en russe : Елизаветинское барокко) est une variété du style baroque russe de l'époque d'Élisabeth Ire (impératrice de Russie) (1741-1761). Il est également appelé « style rocaille » ou « style rococo ». Bartolomeo Rastrelli est le représentant le plus important de cette tendance à laquelle on donne, encore également, le nom de « baroque rastrellien ». Le russe Savva Tchevakinski est également un architecte réputé de l'époque représentant de ce style.

## Caractéristiques
À la différence des styles qui ont précédé tel le « baroque pétrinien », ce baroque élisabéthain connaissait et appréciait les succès du « baroque moscovite » de la fin du XVIIe siècle-début du XVIIIe siècle et maintenait l'essence même des éléments de l'architecture d'église russe comme les cinq coupoles en forme de bulbes ou de poires.
Le baroque élisabéthain tend à créer une architecture de grandeur, destinée à glorifier la puissance de l'empire russe. Rastrelli réalise à ces fins de somptueux palais à Saint-Pétersbourg et dans sa banlieue : le Palais d'Hiver, Palais Catherine, Peterhof. Leurs dimensions particulières, la somptuosité de leur décoration, l'utilisation de deux ou trois tons de couleurs pour leurs façades, le raffinement ajouté par leur dorure, donnent à ces édifices réalisés par Rastrelli un style tout à fait particulier. Le caractère festif de son œuvre a laissé son empreinte sur toute l'architecture russe du milieu du XVIIIe siècle.
Le style baroque élisabéthain se retrouve également dans les réalisations des architectes moscovites de la moitié du  XVIIIe siècle en particulier celles de Dmitri Oukhtomski et d'Ivan Fiodorovitch Mitchourine. À Saint-Pétersbourg, auprès d'Élisabeth Ire (impératrice de Russie), une pléiade d'architectes rivalisaient dans la réalisation de palais : Fiodor Argounov, Savva Tchevakinski, Andreï Kvassov et d'autres encore. Dans le domaine des édifices religieux, le spécialiste était l'architecte Pietro Trezini. À l'exception des constructions ukrainiennes d'Аndreï Kvassov, d'Antonio Rinaldi et de Gottfried Schädel, le baroque élisabéthain resta le style de la capitale et toucha très peu la province.
Après la mort de l'impératrice Élisabeth Petrovna, les commandes de nouveaux édifices furent passées auprès de l'italien Antonio Rinaldi, qui avait travaillé à l'édification de la petite cour du Palais d'Oranienbaum. Il se refusa à imiter les réalisations grandioses de Rastrelli et introduisit dans l'architecture de la cour le style rococo. Durant les années qui suivirent 1760, Rinaldi, comme d'autres architectes réputés, abandonna le style baroque et se tourna vers l'esthétique du classicisme.

Édifices religieux
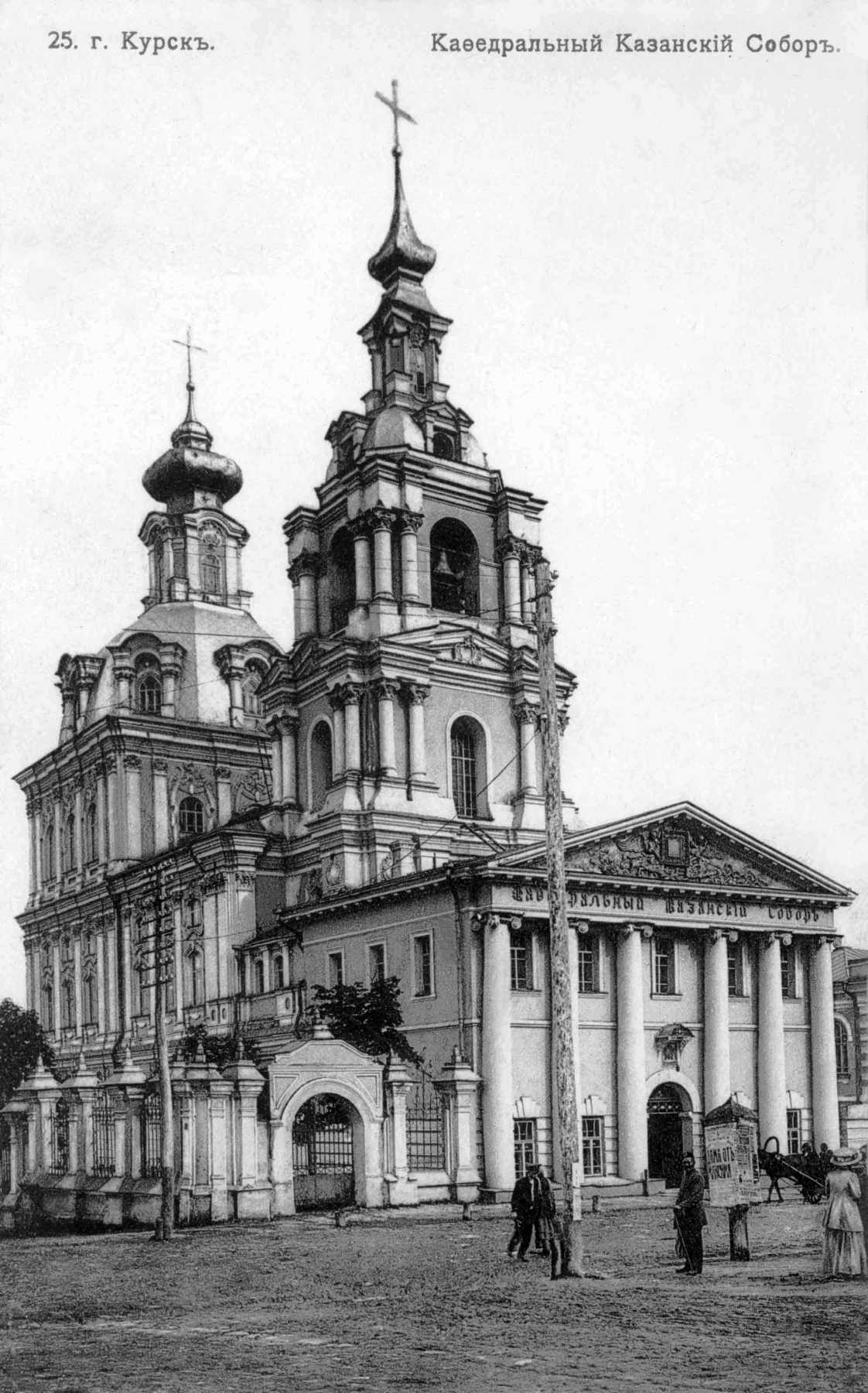
Cathédrale de Serge de Radoniège.
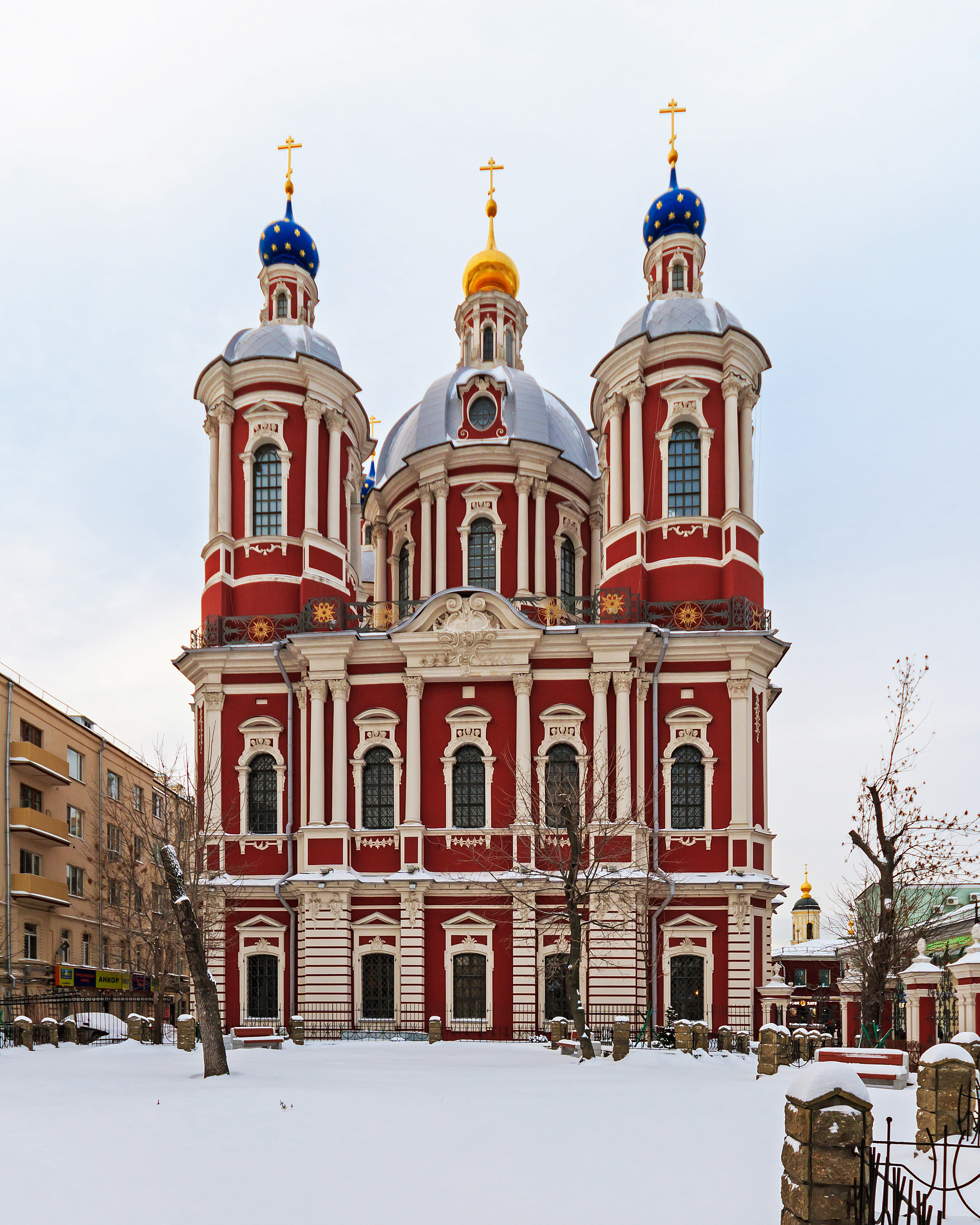
Église Clément de Rome.
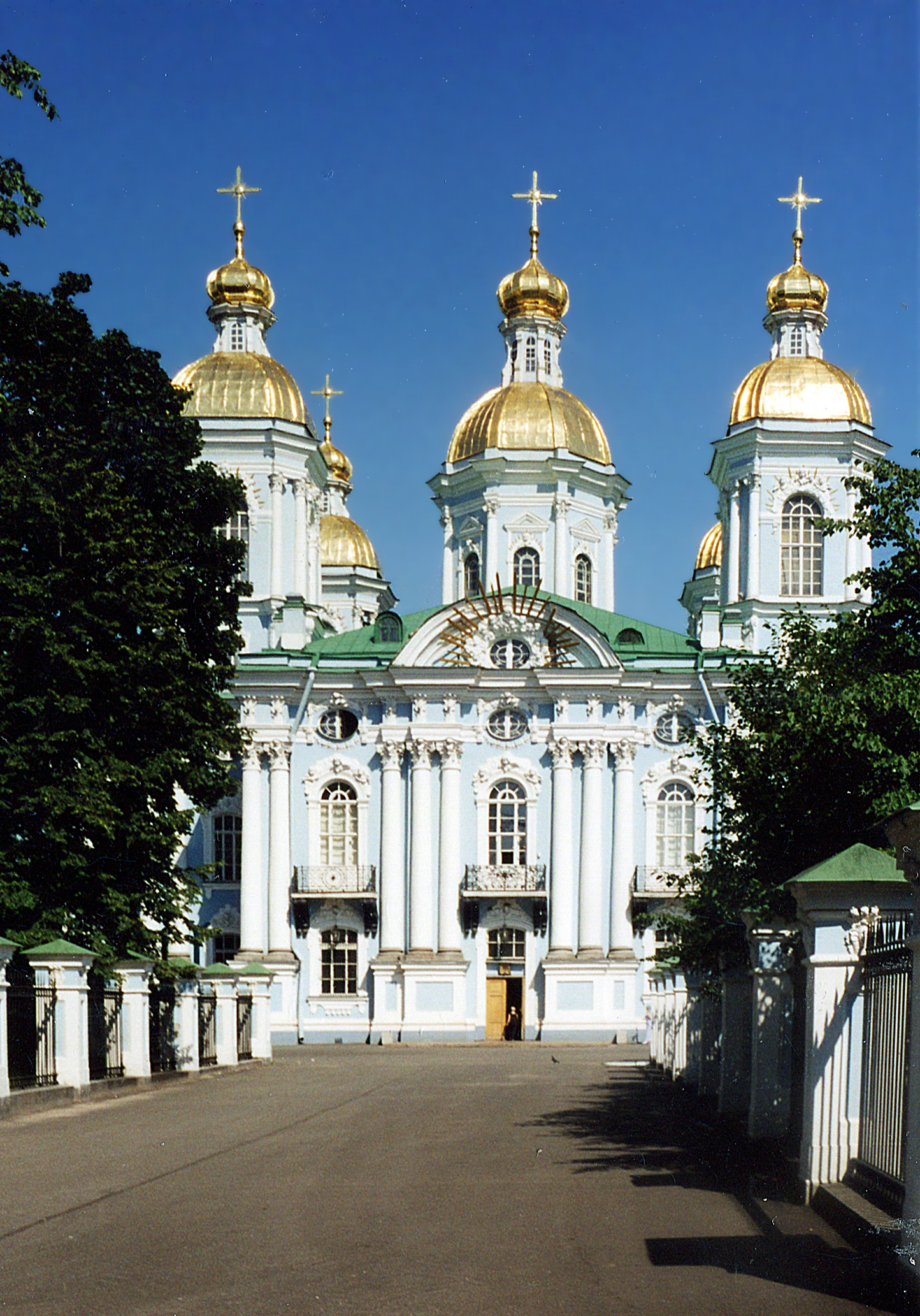
Cathédrale Saint-Nicolas-des-Marins de Saint-Pétersbourg (arch. S. I. Tchevakinski).
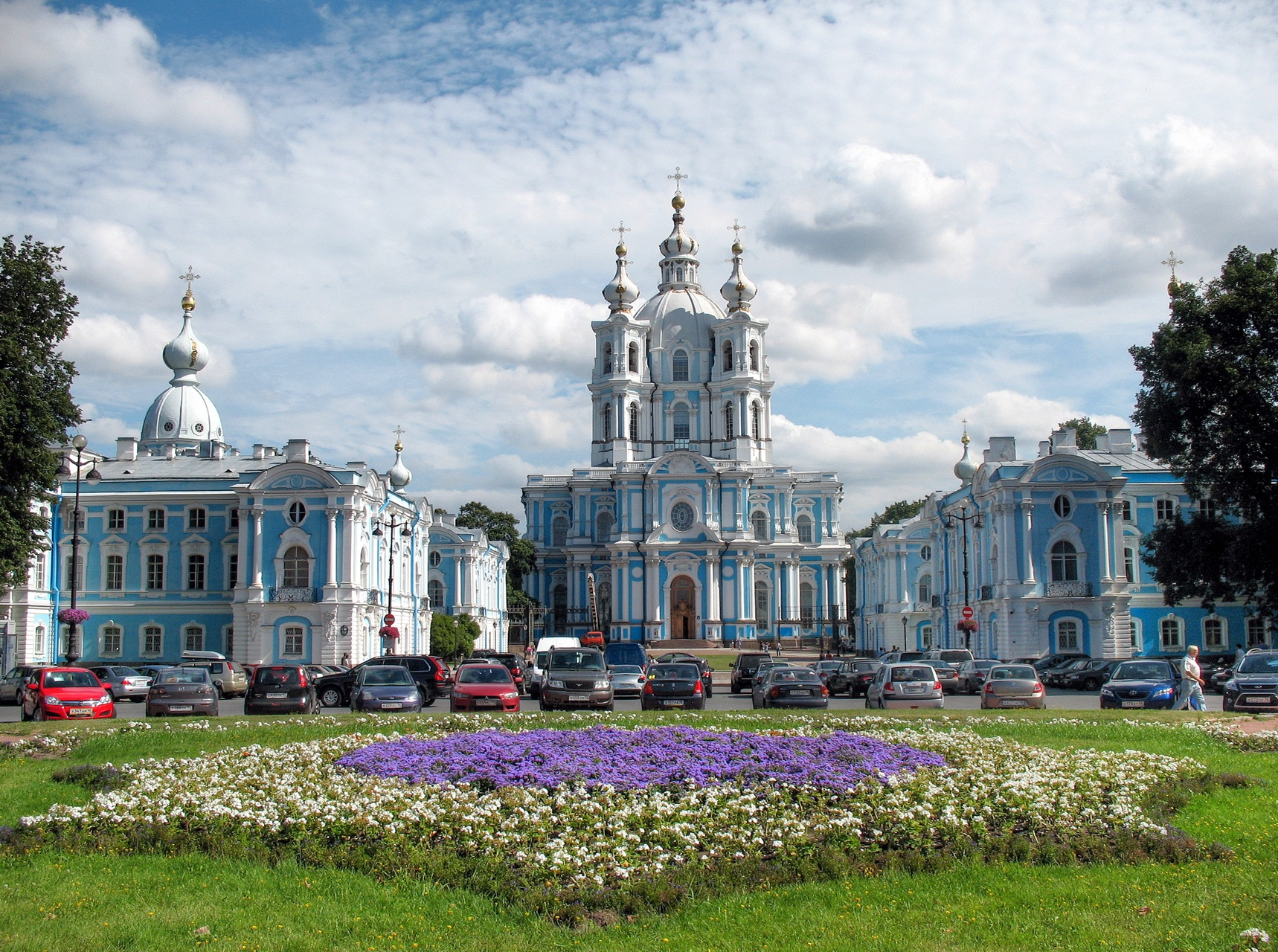
Cathédrale de la Résurrection (Smolny) (arch.Rastrelli).
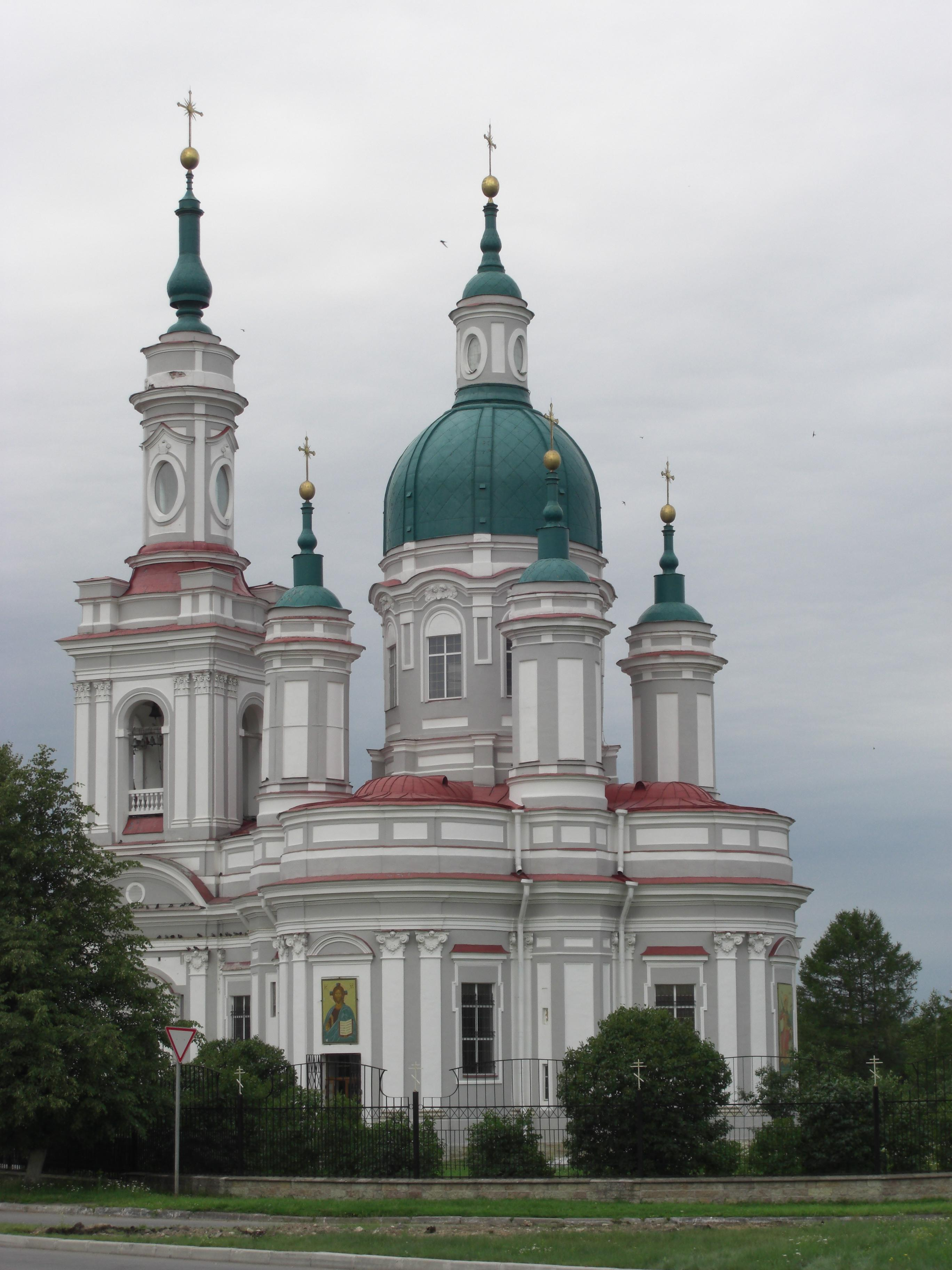
Cathédrale Sainte-Catherine à Kinguissep, Antonio Rinaldi (architecte).

Édifices civils
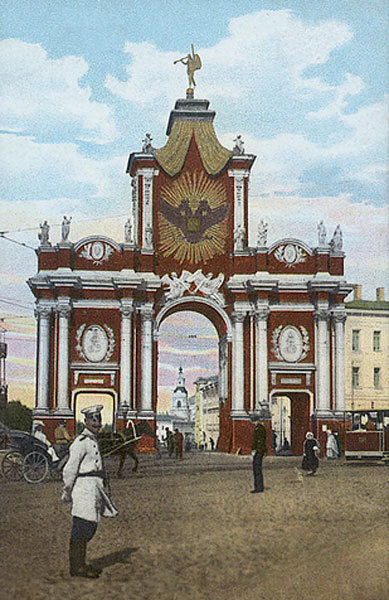
Porte rouge à Moscou.
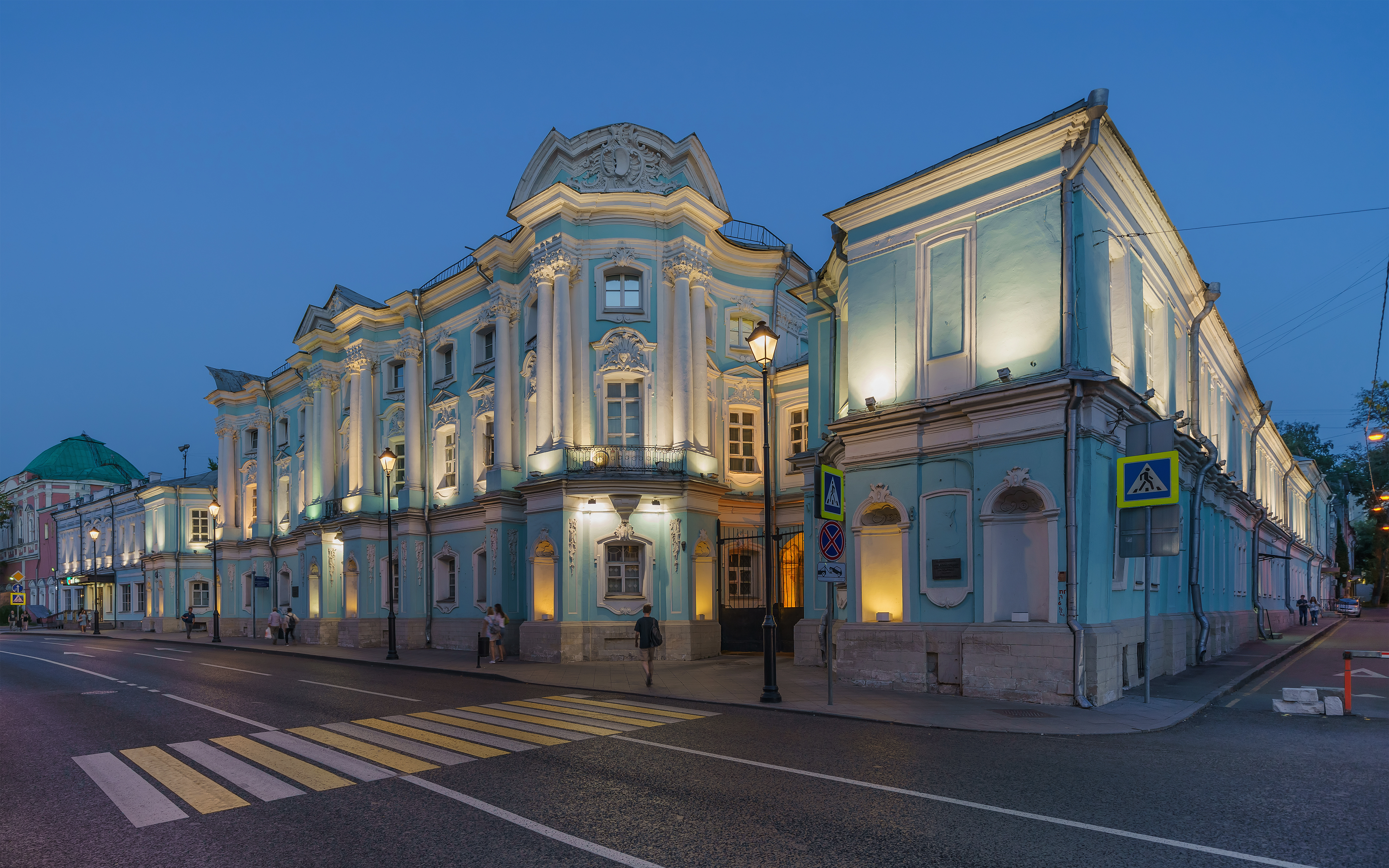
Palais Apraksinski à Moscou.
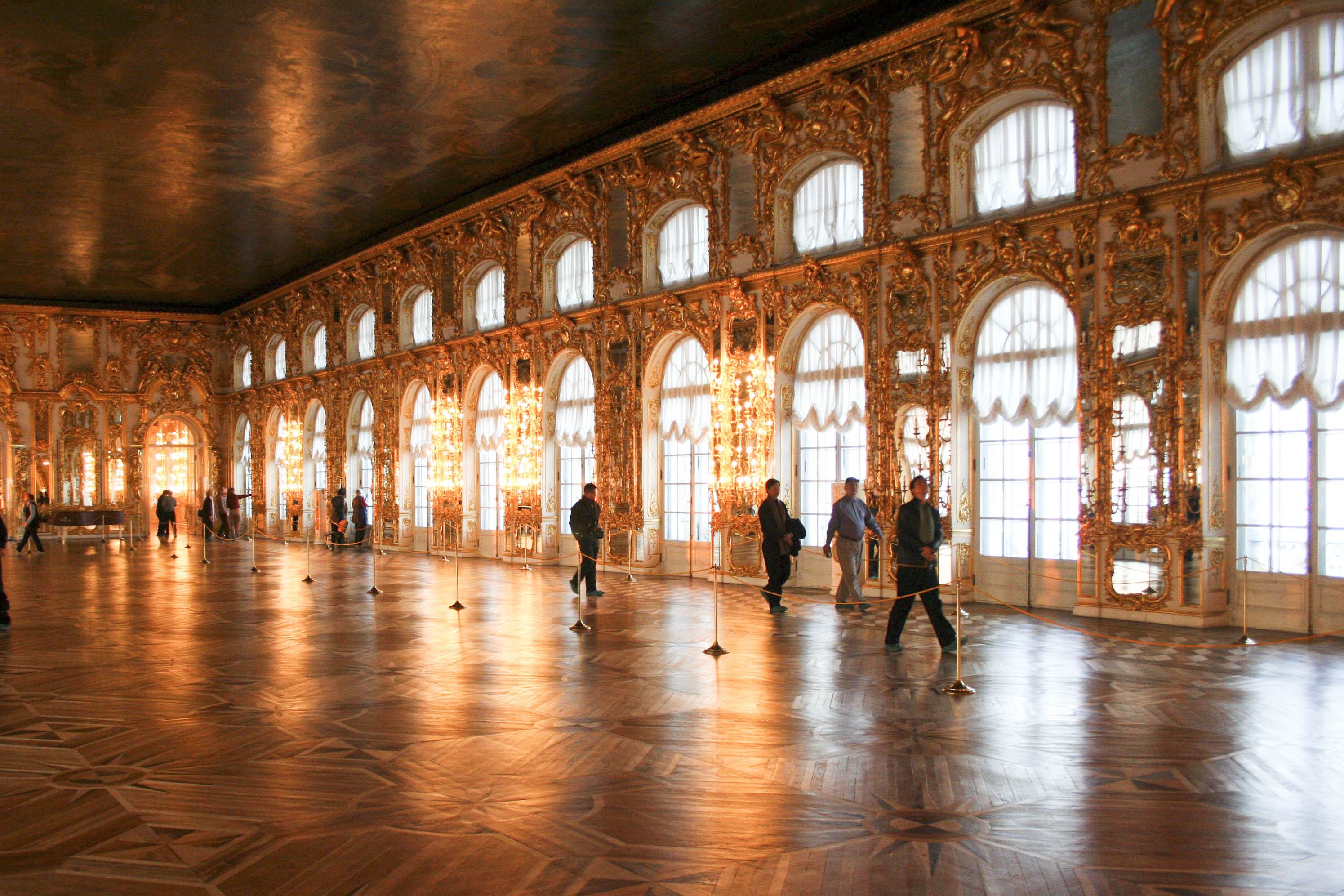
Salle aux miroirs du palais de Catherine.
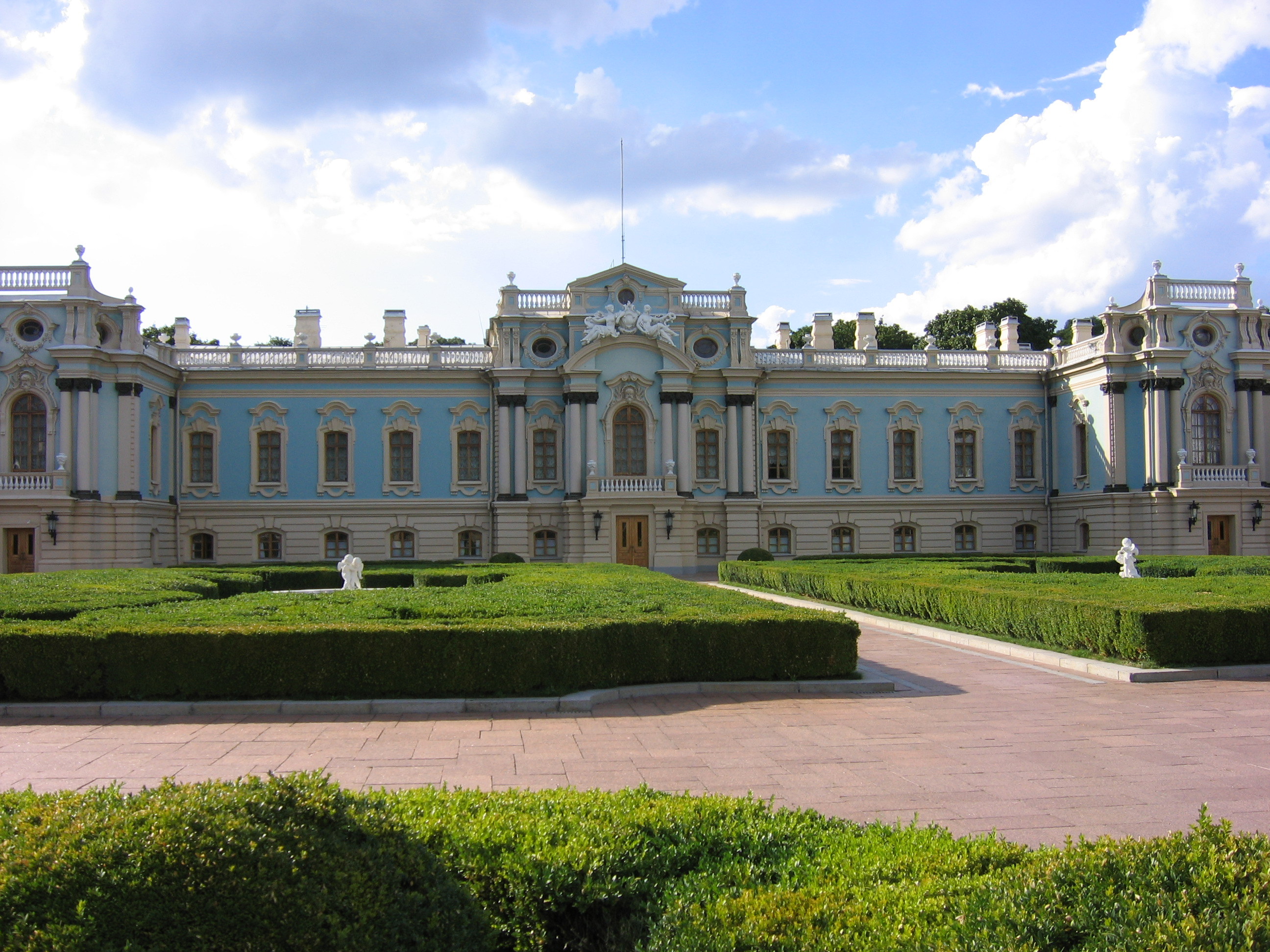
Palais Mariinsky.
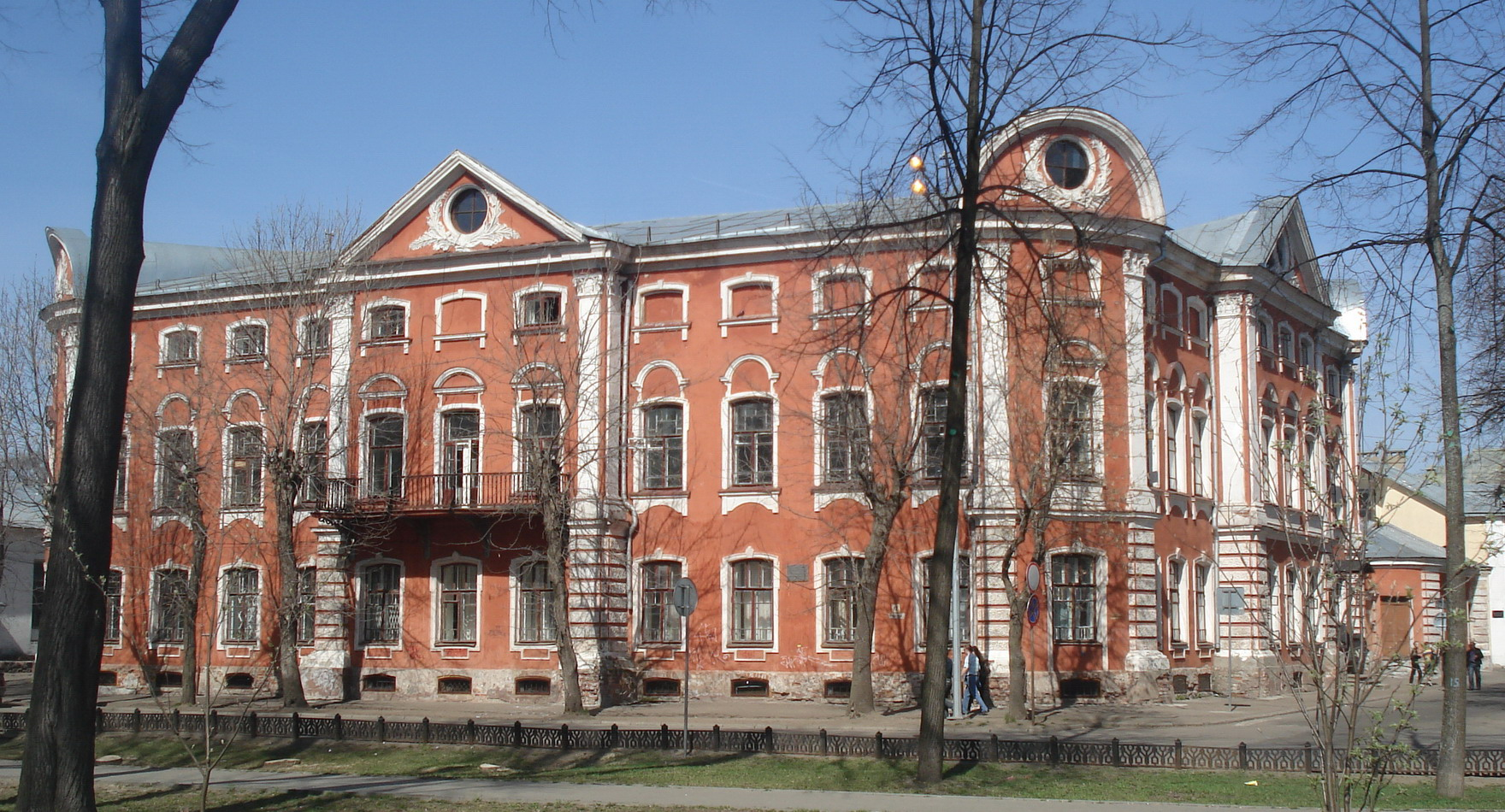
Maison de Vakhrameev à Iaroslavl.